# Rhein Fire (NFL Europa)
Cet article concerne l'ancienne équipe de football américain ayant évolué en NFL Europa. Pour la nouvelle équipe de la European League of Football, voir Rhein Fire (ELF).
Stade
Maillots
Champion NFL Europa
VI (1998) - VIII (2000)
Le Rhein Fire est une franchise allemande de football américain basée à Düsseldorf. 
Fondée en 1995, elle a évolué dans la World League of American Football et ensuite dans la NFL Europa jusqu'à sa dissolution fin de saison 2007.
Elle disputait ses matchs dans la Merkur Spiel-Arena d'une capacité de 51 500 places.
Une nouvelle franchise sans lien avec la présente, a été créée en 2021 à Düsseldorf. Elle a pu récupérer, avec l'aval de la NFL détentrice des droits, le nom de la présente franchise . Elle évolue depuis la saison 2022 dans l'European League of Football.

## Palmarès
- Champion de la NFL Europa : 1998, 2000
- Vice-champion de la NFL Europa : 1997, 2002, 2003

## Saison par saison
| Saison                            | Victoire | Défaite | Nul | Classement | Phase finale                |
| --------------------------------- | -------- | ------- | --- | ---------- | --------------------------- |
| World League of American Football |          |         |     |            |                             |
| 1995                              | 4        | 6       | 0   | 5e         | --                          |
| 1996                              | 3        | 7       | 0   | 6e         | --                          |
| NFL Europa                        |          |         |     |            |                             |
| 1997                              | 7        | 3       | 0   | 1er        | Défaite au World Bowl V     |
| 1998                              | 7        | 3       | 0   | 1er        | Victoire au World Bowl VI   |
| 1999                              | 6        | 4       | 0   | 3e         | --                          |
| 2000                              | 7        | 3       | 0   | 1er        | Victoire au World Bowl VIII |
| 2001                              | 5        | 5       | 0   | 3e         | --                          |
| 2002                              | 7        | 3       | 0   | 1er        | Défaite au World Bowl X     |
| 2003                              | 6        | 4       | 0   | 2e         | Défaite au World Bowl XI    |
| 2004                              | 3        | 7       | 0   | 5e         | --                          |
| 2005                              | 3        | 7       | 0   | 6e         | --                          |
| 2006                              | 6        | 4       | 0   | 3e         | --                          |